# Bataillons ottomans de travaux forcés

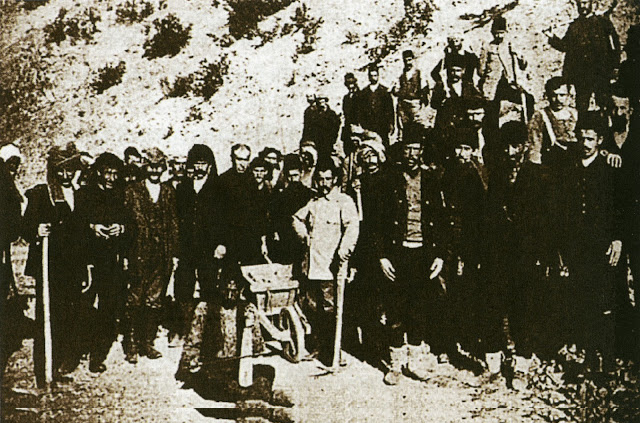
Hommes grecs affectés aux bataillons de travaux forcés.

Les bataillons ottomans de travaux forcés, représentaient une forme de travaux forcés dans les dernières décennies de l'Empire ottoman. Ce terme est associé principalement au désarmement et à l'assassinat des soldats arméniens ottomans pendant la Première Guerre mondiale, et des Grecs ottomans (en) à l'époque du génocide grec dans l'Empire ottoman pendant la guerre d'indépendance turque,,.

## Généralités
Pendant la Première Guerre mondiale, l'Empire ottoman s'appuie sur les bataillons de travaux forcés pour soutenir l'organisation logistique de l'armée. Les infrastructures ferroviaires sont alors rares sur le territoire ottoman. D'après Hilmar Kaiser (en), l'effectif des hommes affectés à ces bataillons variait de 25 000 à 50 000 personnes, selon que l'empire était en paix ou en guerre. 
Les travailleurs forcés sont affectés à des travaux de terrassement des routes et de construction des chemins de fer ainsi qu'au transport des ravitaillements dont l'armée a besoin sur le champ de bataille. La plupart des travailleurs forcés sont des chrétiens, dont les Arméniens forment le principal contingent aux côtés des Grecs et des chrétiens syriaques (en) voire des Juifs.

## Arméniens affectés aux bataillons de travaux forcés
Les Arméniens ne servent dans l'armée ottomane qu'à partir de 1908.
Le 25 février 1915, après la défaite des Ottomans à la bataille de Sarıkamış, l'État-major ottoman publie la Directive 8682 d'Enver Pacha, alors ministre de la Guerre, qui déclare qu'en raison des attaques des Arméniens sur des soldats et des réserves de bombes dans les maisons des Arméniens, « les Arméniens ne doivent en aucun cas être affectés aux armées mobiles, aux corps mobiles ou stationnés de gendarmerie ni dans aucun service armé ». Enver Pasha justifie cette décision en précisant : « de crainte qu'ils ne collaborent avec les Russes ». Les Arméniens déployés dans la bataille de Sarıkamış sont désarmés et envoyés dans les bataillons de travaux forcés. L'armée ottomane n'engageait traditionnellement que des hommes non musulmans âgés de 20 à 45 ans dans l'armée régulière. Les soldats non musulmans plus jeunes (15-20 ans) et plus âgés (45-60 ans) avaient toujours été versés dans le soutien logistique via les bataillons de travaux forcés. 
Les travailleurs arméniens subissent des conditions dures. Ils reçoivent peu de nourriture et les gardes les battent fréquemment. Beaucoup souffrent de maladies. Avant février 1915, certains conscrits arméniens doivent accomplir un travail manuel (hamals) ; à terme, ils sont exécutés.

## Grecs affectés aux bataillons de travaux forcés
Les Grecs d'Anatolie, comme les Arméniens, sont envoyés de force dans ces bataillons. Les chrétiens sont enrôlés dans l'armée pour la première fois en 1909. Le gouvernement se montre ambigu sur le service militaire des chrétiens : d'une part, l'État a besoin d'une vaste armée face aux conflits et aux guerres qui s'annoncent sur tous les fronts ; d'autre part, de nombreux Ottomans pensent que les chrétiens éprouvent des sympathies pour les nations chrétiennes que l'empire combat (par exemple durant les guerres balkaniques de 1912-1913).
En 1915, la plupart des hommes grecs en âge de servir dans l'armée avaient été enrôlés dans des bataillons de travaux forcés. Ils sont chargés de la maintenance des tunnels, de la construction des routes et de travaux agricoles. Ils reçoivent peu de nourriture et portent des vêtements en lambeaux. Un consul étranger, au sujet des conscrits grecs à Konya, émet ce commentaire :

« J'ai vu ces malheureux hommes dans des hôpitaux à Konia  [sic] étendus sur leurs lits ou par terre, des squelettes vivants, appelant la mort de leurs vœux… le cimetière est déjà rempli de tombes d'hommes affectés aux bataillons de travaux forcés. »

Les hommes affectés à ces bataillons meurent vite. Par exemple, quelque 80 % des travailleurs forcés à İslahiye, près de Gaziantep, ont succombé. Un agent du renseignement anglais déclare que « l'espérance de vie d'un Grec dans une section de travaux forcés est réduite à environ deux mois ». D'autres témoins étrangers rapportent que les Grecs décédés sont jetés dans des charniers, où jusqu'à six corps sont entassés dans une même tombe.
En 1921, les autorités turques émettent de faux certificat de naissance pour falsifier l'âge des orphelins grecs afin de les vieillir. Avec cette manipulation, les garçons adolescents sont aussi affectés aux bataillons de travaux forcés. Même Mark Lambert Bristol (en), connu pour ses sympathies pro-turques, observe que les hommes grecs de ces bataillons sont « traités comme des animaux ».

## Dans la littérature
Deux mémoires décrivent les expériences de Grecs enrôlés dans les bataillons de travaux forcés. Ilías Venézis, qui y a survécu, a raconté son parcours dans La Grande pitié (Το Νούμερο 31328). L'autrice américaine Thea Halo (en), fille de la rescapée Sano Halo, décrit ce qu'a vécu sa mère dans Not Even My Name (en). Sano Halo, grecque pontique, revient sur l'histoire de son père et de son grand-père, enrôlés dans ces bataillons alors qu'elle était jeune fille. Son père s'est enfui et il a retrouvé sa famille mais son grand-père n'en est jamais revenu,.
Leyla Neyzi a publié une étude des carnets de Yaşar Paker, membre de la communauté juive au début du XXe siècle dans la ville d'Angora / Ankara, qui a été emmené deux fois dans des bataillons de travaux forcés : d'abord pendant la guerre gréco-turque puis de nouveau pendant la Seconde Guerre mondiale, à laquelle la Turquie ne participe pas. L'analyse de Neyzi à partir des carnets de Paker, publiée par les Jewish Social Studies (en), présente une description générale des conditions de vie dans ces bataillons, qui se composaient entièrement de non musulmans.